# Vierschanzentournee 2011/12
Die 60. Vierschanzentournee 2011/12 war eine als Teil des Skisprung-Weltcups 2011/2012 von der FIS zwischen dem 28. Dezember 2011 und dem 6. Januar 2012 veranstaltete Reihe von Skisprungwettkämpfen. Die Gesamtwertung gewann Gregor Schlierenzauer, womit zum vierten Mal in Folge nach Wolfgang Loitzl (2008/09), Andreas Kofler (2009/10) und Thomas Morgenstern (2010/11) ein österreichischer Skispringer erfolgreich war. Insgesamt war es der 13. Tournee-Gesamtsieg für Österreich.

## Teilnehmer
| Nation      | Athleten |
| ----------- | --- |
| Deutschland | Pascal Bodmer, Markus Eisenbichler, Richard Freitag, Severin Freund, Stephan Hocke, Maximilian Mechler, Michael Neumayer, Danny Queck, Martin Schmitt, Felix Schoft, Andreas Wank, Daniel Wenig, David Winkler         |
| Österreich  | Manuel Fettner, Michael Hayböck, Mario Innauer, Martin Koch, Andreas Kofler, Stefan Kraft, Wolfgang Loitzl, Thomas Morgenstern, Lukas Müller, Manuel Poppinger, Gregor Schlierenzauer, David Unterberger, David Zauner |
| Bulgarien   | Wladimir Sografski |
| Estland     | Kaarel Nurmsalu |
| Finnland    | Janne Happonen, Matti Hautamäki, Anssi Koivuranta |
| Frankreich  | Emmanuel Chedal, Vincent Descombes Sevoie, Alexandre Mabboux |
| Italien     | Davide Bresadola, Sebastian Colloredo, Andrea Morassi |
| Japan       | Daiki Itō, Kenshirō Itō, Noriaki Kasai, Junshirō Kobayashi, Taku Takeuchi, Yūta Watase |
| Kanada      | MacKenzie Boyd-Clowes |
| Kasachstan  | Nikolai Karpenko, Jewgeni Ljowkin |
| Norwegen    | Anders Bardal, Johan Remen Evensen, Kenneth Gangnes, Tom Hilde, Atle Pedersen Rønsen, Vegard Haukø Sklett, Bjørn Einar Romøren, Rune Velta                                                                             |
| Polen       | Stefan Hula, Maciej Kot, Dawid Kubacki, Kamil Stoch, Aleksander Zniszczoł, Piotr Żyła |
| Russland    | Dmitri Ipatow, Anton Kalinitschenko, Denis Kornilow, Dmitri Wassiljew |
| Schweiz     | Simon Ammann, Marco Grigoli |
| Slowenien   | Jernej Damjan, Robert Kranjec, Mitja Mežnar, Peter Prevc, Jure Šinkovec, Jurij Tepeš |
| Südkorea    | Choi Heung-chul, Kim Hyun-ki |
| Tschechien  | Jakub Janda, Roman Koudelka, Lukas Hlava, Jan Matura |

## Vorfeld

### Weltcup und Favoriten

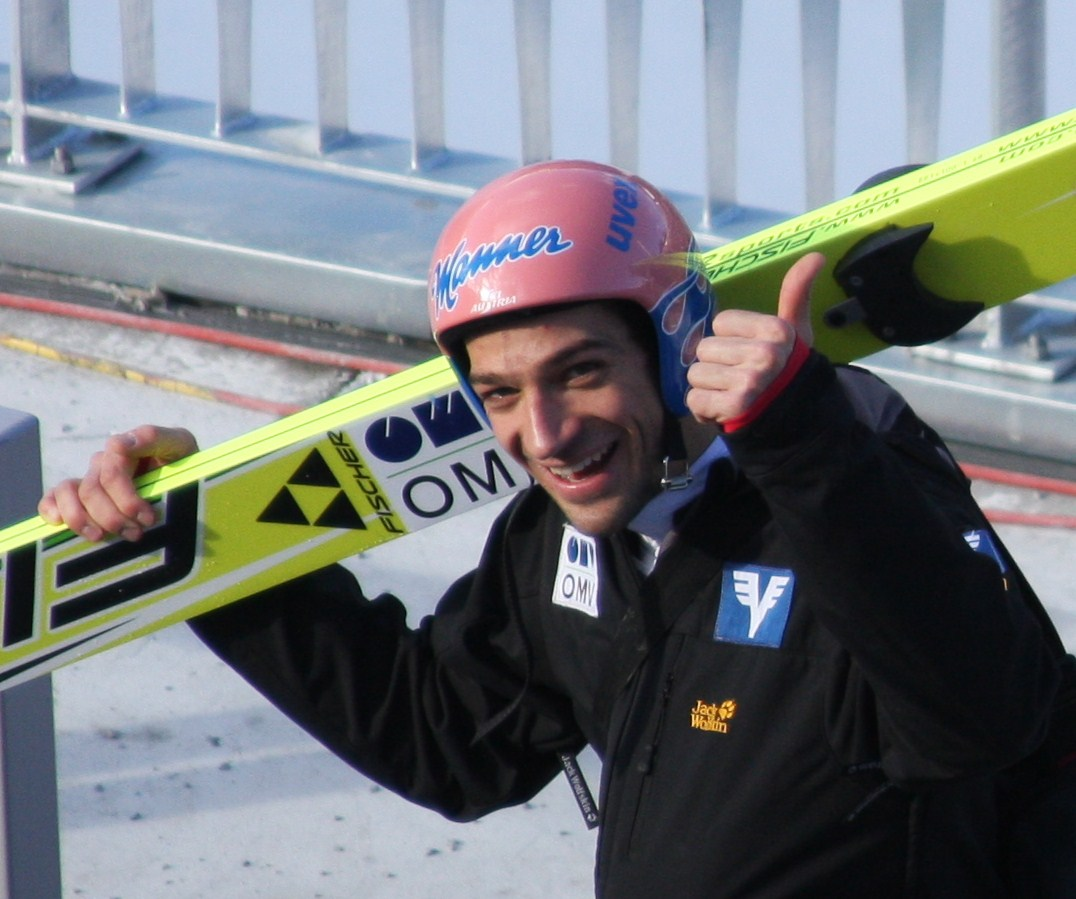
Andreas Kofler

Vor der Vierschanzentournee waren bereits sieben Einzelspringen im Weltcup absolviert worden. Die Saison hatte Ende November 2011 im finnischen Kuusamo begonnen.
| 01. | Andreas Kofler        | Österreich  | 508 Punkte |
| 02. | Anders Bardal         | Norwegen    | 390 Punkte |
| 03. | Gregor Schlierenzauer | Österreich  | 376 Punkte |
| 04. | Richard Freitag       | Deutschland | 348 Punkte |
| 05. | Thomas Morgenstern    | Österreich  | 336 Punkte |

| 06. | Severin Freund | Deutschland | 269 Punkte |
| 07. | Kamil Stoch    | Polen       | 248 Punkte |
| 08. | Roman Koudelka | Tschechien  | 179 Punkte |
| 09. | Robert Kranjec | Slowenien   | 172 Punkte |
| 10. | Martin Koch    | Österreich  | 148 Punkte |

## Austragungsorte

### Oberstdorf
HS137 Schattenbergschanze
Das Auftaktspringen für die 60. Vierschanzentournee in Oberstdorf fand am 30. Dezember 2011 statt. Der 1. Durchgang wurde aufgrund starken Schneefalls und wechselnden Bedingungen nach Jury-Entscheid neu gestartet. Bis dahin führte der Japaner Daiki Itō mit 138,0 Meter vor den deutschen und österreichischen Favoriten.
| Rang | Name                  | Punkte | Weite 1 | Weite 2 |
| ---- | --------------------- | ------ | ------- | ------- |
| 01   | Gregor Schlierenzauer | 283,3  | 133,0 m | 137,5 m |
| 02   | Andreas Kofler        | 265,2  | 131,0 m | 133,5 m |
| 03   | Thomas Morgenstern    | 264,3  | 128,0 m | 128,5 m |
| 04   | Severin Freund        | 264,0  | 129,0 m | 127,0 m |
| 05   | Daiki Itō             | 262,7  | 130,0 m | 124,0 m |
| 06   | Anders Bardal         | 258,0  | 120,5 m | 131,5 m |
| 07   | Roman Koudelka        | 255,6  | 124,0 m | 127,5 m |
| 08   | Stephan Hocke         | 243,8  | 122,0 m | 123,5 m |
| 09   | Robert Kranjec        | 242,2  | 126,0 m | 121,0 m |
| 10   | Richard Freitag       | 240,3  | 121,0 m | 122,5 m |
| 11   | Vegard Sklett         | 239,5  | 119,5 m | 124,5 m |
| 12   | Simon Ammann          | 234,8  | 123,5 m | 120,0 m |
| 13   | Matti Hautamäki       | 234,1  | 123,0 m | 121,0 m |
| 14   | Denis Kornilow        | 233,4  | 121,0 m | 119,0 m |
| 15   | Lukáš Hlava           | 232,9  | 119,5 m | 120,5 m |

| Rang | Name                | Punkte | Weite 1 | Weite 2 |
| ---- | ------------------- | ------ | ------- | ------- |
| 16   | Jakub Janda         | 231,8  | 123,0 m | 116,5 m |
| 17   | Jure Šinkovec       | 231,4  | 115,5 m | 122,0 m |
| 18   | Rune Velta          | 228,6  | 122,5 m | 110,5 m |
| 19   | Sebastian Colloredo | 228,5  | 120,0 m | 118,5 m |
| 20   | Tom Hilde           | 227,1  | 123,0 m | 131,5 m |
| 21   | Anssi Koivuranta    | 226,3  | 112,0 m | 121,0 m |
| 22   | Wladimir Sografski  | 226,2  | 122,5 m | 114,5 m |
| 23   | Kamil Stoch         | 221,1  | 127,0 m | 107,0 m |
| 24   | Jernej Damjan       | 218,3  | 113,5 m | 117,0 m |
| 25   | Taku Takeuchi       | 216,3  | 117,5 m | 115,5 m |
| 26   | David Zauner        | 211,6  | 123,5 m | 112,0 m |
| 27   | Maximilian Mechler  | 208,8  | 107,5 m | 117,0 m |
| 28   | Manuel Fettner      | 208,0  | 114,0 m | 113,0 m |
| 29   | Martin Koch         | 196,4  | 100,5 m | 114,5 m |
| 30   | Markus Eisenbichler | 187,1  | 111,0 m | 107,5 m |

### Garmisch-Partenkirchen
HS140 Große Olympiaschanze
1. Januar 2012
| Rang | Name                  | Punkte | Weite 1 | Weite 2 |
| ---- | --------------------- | ------ | ------- | ------- |
| 01   | Gregor Schlierenzauer | 274,5  | 138,0 m | 134,0 m |
| 02   | Andreas Kofler        | 270,4  | 130,5 m | 137,5 m |
| 03   | Daiki Itō             | 269,6  | 138,5 m | 141,5 m |
| 04   | Kamil Stoch           | 268,0  | 132,0 m | 137,5 m |
| 04   | Taku Takeuchi         | 268,0  | 130,5 m | 140,0 m |
| 06   | Thomas Morgenstern    | 267,9  | 132,0 m | 136,5 m |
| 07   | Severin Freund        | 262,2  | 138,5 m | 130,5 m |
| 08   | Roman Koudelka        | 262,1  | 136,0 m | 135,5 m |
| 09   | Anders Bardal         | 256,1  | 129,0 m | 131,5 m |
| 10   | Simon Ammann          | 255,0  | 136,5 m | 129,5 m |
| 11   | Rune Velta            | 253,5  | 128,0 m | 132,5 m |
| 12   | Martin Koch           | 252,4  | 134,5 m | 131,0 m |
| 13   | Lukáš Hlava           | 251,8  | 127,5 m | 135,0 m |
| 14   | Jure Šinkovec         | 251,6  | 135,0 m | 130,0 m |
| 15   | Denis Kornilow        | 247,0  | 131,5 m | 128,0 m |

| Rang | Name                 | Punkte | Weite 1 | Weite 2 |
| ---- | -------------------- | ------ | ------- | ------- |
| 16   | Jakub Janda          | 246,6  | 130,0 m | 131,5 m |
| 17   | Michael Neumayer     | 246,4  | 126,5 m | 133,5 m |
| 18   | Robert Kranjec       | 245,7  | 128,0 m | 130,5 m |
| 19   | Peter Prevc          | 242,5  | 130,5 m | 126,5 m |
| 20   | Andreas Wank         | 240,3  | 132,0 m | 127,5 m |
| 21   | Vegard Sklett        | 239,4  | 125,5 m | 127,5 m |
| 22   | Jurij Tepeš          | 237,6  | 131,5 m | 125,5 m |
| 23   | Dmitri Wassiljew     | 235,8  | 131,0 m | 124,5 m |
| 24   | Atle Pedersen Rønsen | 234,4  | 125,5 m | 129,0 m |
| 25   | Richard Freitag      | 233,9  | 121,0 m | 129,5 m |
| 26   | Stephan Hocke        | 230,8  | 125,5 m | 128,0 m |
| 27   | Anssi Koivuranta     | 228,6  | 124,5 m | 125,0 m |
| 28   | Piotr Żyła           | 214,8  | 122,5 m | 122,5 m |
| 29   | Noriaki Kasai        | 213,0  | 122,0 m | 126,0 m |
| 30   | Sebastian Colloredo  | 211,1  | 116,5 m | 121,5 m |

### Innsbruck
HS130 Bergiselschanze
4. Januar 2012
| Rang | Name                  | Punkte | Weite 1 | Weite 2 |
| ---- | --------------------- | ------ | ------- | ------- |
| 01   | Andreas Kofler        | 252,8  | 127,5 m | 131,5 m |
| 02   | Gregor Schlierenzauer | 247,6  | 130,5 m | 123,0 m |
| 03   | Taku Takeuchi         | 246,7  | 131,5 m | 124,0 m |
| 04   | Anders Bardal         | 244,4  | 128,0 m | 125,5 m |
| 05   | Roman Koudelka        | 239,5  | 123,5 m | 122,5 m |
| 06   | Thomas Morgenstern    | 237,1  | 120,5 m | 123,0 m |
| 07   | Maximilian Mechler    | 235,1  | 119,0 m | 126,0 m |
| 08   | Michael Neumayer      | 234,4  | 132,0 m | 121,5 m |
| 09   | Kamil Stoch           | 232,0  | 132,5 m | 108,0 m |
| 10   | Lukáš Hlava           | 229,5  | 126,0 m | 118,0 m |
| 11   | Peter Prevc           | 227,9  | 129,5 m | 118,0 m |
| 12   | Richard Freitag       | 227,2  | 128,5 m | 114,0 m |
| 13   | Rune Velta            | 225,0  | 115,5 m | 123,5 m |
| 14   | Jakub Janda           | 224,4  | 125,5 m | 121,5 m |
| 15   | Dmitri Wassiljew      | 222,4  | 133,0 m | 120,0 m |

| Rang | Name             | Punkte | Weite 1 | Weite 2 |
| ---- | ---------------- | ------ | ------- | ------- |
| 16   | Simon Ammann     | 221,0  | 119,5 m | 120,5 m |
| 17   | David Zauner     | 218,5  | 119,5 m | 116,5 m |
| 18   | Stephan Hocke    | 218,0  | 122,5 m | 118,5 m |
| 19   | Michael Hayböck  | 213,0  | 116,5 m | 121,5 m |
| 20   | Denis Kornilow   | 212,9  | 128,0 m | 114,0 m |
| 21   | Severin Freund   | 211,8  | 118,5 m | 116,5 m |
| 22   | Jernej Damjan    | 211,6  | 122,5 m | 113,5 m |
| 23   | Martin Koch      | 210,6  | 113,5 m | 122,0 m |
| 24   | Wolfgang Loitzl  | 209,0  | 115,0 m | 115,5 m |
| 25   | Yūta Watase      | 208,7  | 124,0 m | 113,5 m |
| 26   | Kenneth Gangnes  | 206,2  | 124,5 m | 111,5 m |
| 27   | Daiki Itō        | 193,6  | 129,5 m | 091,5 m |
| 28   | Robert Kranjec   | 192,8  | 117,0 m | 105,0 m |
| 29   | Anssi Koivuranta | 192,1  | 123,0 m | 102,0 m |
| 30   | Maciej Kot       | 185,4  | 118,5 m | 101,0 m |

### Bischofshofen
HS140 Paul-Außerleitner-Schanze
6. Januar 2012
Wegen einsetzenden Schneefalls wurde das Springen im zweiten Durchgang abgebrochen und nach einem Durchgang gewertet.
| Rang | Name                  | Punkte | Weite 1 | Weite 2 |
| ---- | --------------------- | ------ | ------- | ------- |
| 01   | Thomas Morgenstern    | 138,7  | 135,0 m | –       |
| 02   | Anders Bardal         | 136,5  | 135,0 m | –       |
| 03   | Gregor Schlierenzauer | 128,4  | 131,0 m | –       |
| 04   | Robert Kranjec        | 126,8  | 129,0 m | –       |
| 05   | Daiki Itō             | 126,2  | 130,5 m | –       |
| 06   | Roman Koudelka        | 124,0  | 129,5 m | –       |
| 07   | Michael Hayböck       | 123,9  | 135,0 m | –       |
| 08   | Dmitri Wassiljew      | 123,1  | 130,0 m | –       |
| 09   | Kamil Stoch           | 121,9  | 129,0 m | –       |
| 10   | Richard Freitag       | 119,0  | 125,5 m | –       |
| 11   | Atle Pedersen Rønsen  | 118,4  | 127,0 m | –       |
| 11   | Kenneth Gangnes       | 118,4  | 127,5 m | –       |
| 13   | Yūta Watase           | 117,1  | 126,0 m | –       |
| 14   | Maximilian Mechler    | 117,0  | 126,0 m | –       |
| 15   | Martin Koch           | 116,7  | 124,0 m | –       |

| Rang | Name               | Punkte | Weite 1 | Weite 2 |
| ---- | ------------------ | ------ | ------- | ------- |
| 16   | Junshirō Kobayashi | 115,5  | 127,0 m | –       |
| 17   | Michael Neumayer   | 115,2  | 125,5 m | –       |
| 18   | Denis Kornilow     | 113,6  | 124,5 m | –       |
| 19   | Jurij Tepeš        | 113,5  | 123,0 m | –       |
| 20   | Peter Prevc        | 112,8  | 122,5 m | –       |
| 21   | Wolfgang Loitzl    | 112,5  | 122,5 m | –       |
| 22   | Jakub Janda        | 112,0  | 124,0 m | –       |
| 23   | Taku Takeuchi      | 111,6  | 121,5 m | –       |
| 24   | Rune Velta         | 111,1  | 121,5 m | –       |
| 25   | Jure Šinkovec      | 110,4  | 122,0 m | –       |
| 26   | Manuel Fettner     | 109,7  | 122,5 m | –       |
| 27   | Andreas Kofler     | 108,5  | 122,0 m | –       |
| 28   | Maciej Kot         | 107,6  | 122,5 m | –       |
| 29   | Anssi Koivuranta   | 107,1  | 121,5 m | –       |
| 30   | Severin Freund     | 105,4  | 120,5 m | –       |

## Tournee-Endstand

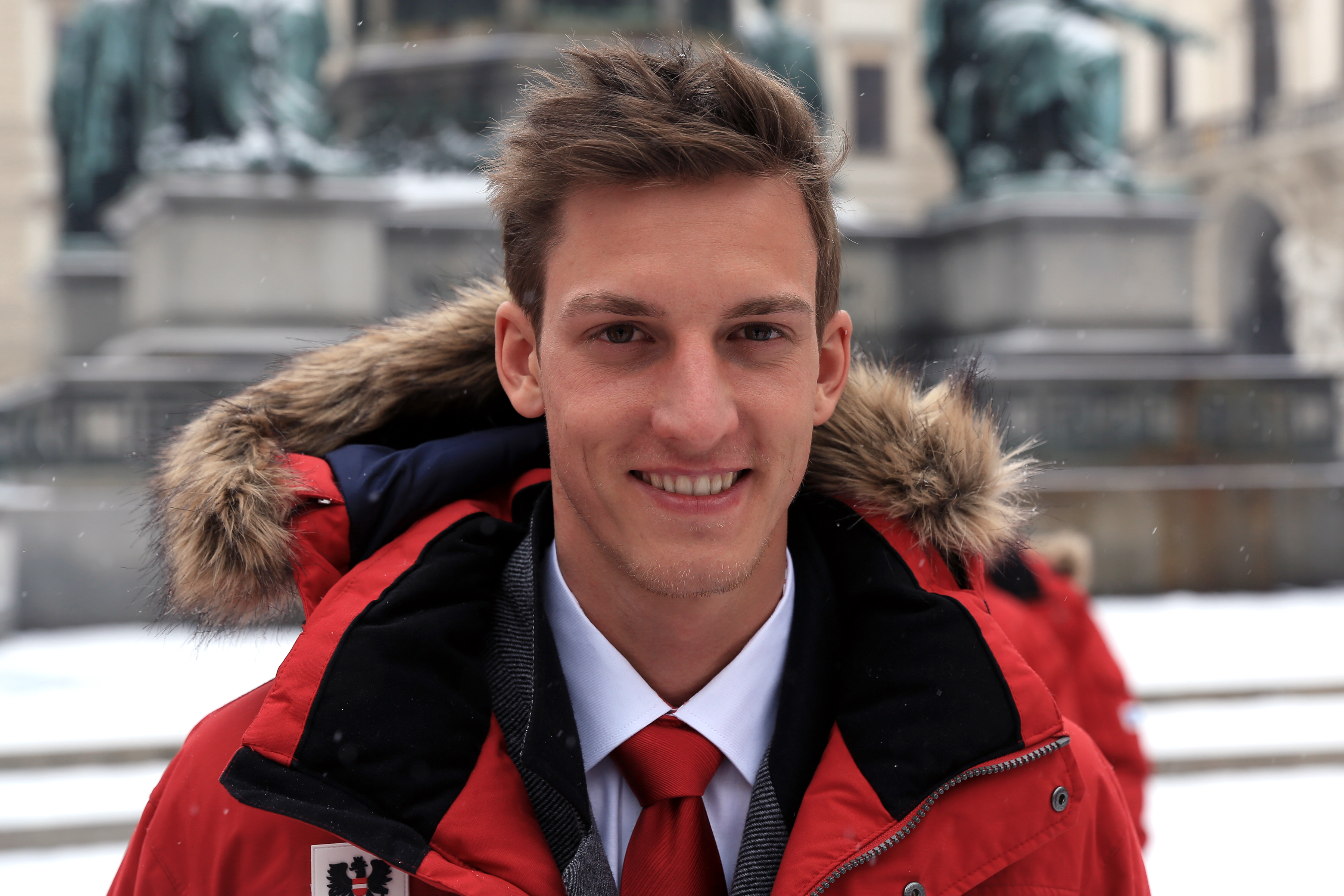
Gregor Schlierenzauer (2014)

| Rang | Name                  | Punkte |
| ---- | --------------------- | ------ |
| 01   | Gregor Schlierenzauer | 933,8  |
| 02   | Thomas Morgenstern    | 908,0  |
| 03   | Andreas Kofler        | 896,9  |
| 04   | Anders Bardal         | 895,0  |
| 05   | Roman Koudelka        | 881,2  |
| 06   | Daiki Itō             | 852,1  |
| 07   | Severin Freund        | 843,4  |
| 08   | Kamil Stoch           | 843,0  |
| 09   | Taku Takeuchi         | 842,6  |
| 10   | Richard Freitag       | 820,4  |
| 11   | Rune Velta            | 818,2  |
| 12   | Jakub Janda           | 814,8  |
| 13   | Lukáš Hlava           | 808,0  |
| 14   | Robert Kranjec        | 807,5  |
| 15   | Denis Kornilow        | 806,9  |
| 16   | Stephan Hocke         | 783,0  |
| 17   | Martin Koch           | 776,1  |
| 18   | Anssi Koivuranta      | 754,1  |
| 19   | Simon Ammann          | 710,8  |
| 20   | Peter Prevc           | 696,9  |
| 21   | Dmitri Wassiljew      | 679,8  |
| 22   | Vegard Sklett         | 678,6  |
| 23   | Maximilian Mechler    | 660,0  |
| 24   | David Zauner          | 642,2  |
| 25   | Sebastian Colloredo   | 636,9  |
| 26   | Jernej Damjan         | 636,6  |
| 27   | Michael Neumayer      | 596,0  |
| 28   | Jure Šinkovec         | 593,4  |
| 29   | Atle Pedersen Rønsen  | 540,4  |
| 30   | Yūta Watase           | 536,4  |
| 31   | Wolfgang Loitzl       | 536,3  |
| 32   | Manuel Fettner        | 529,3  |
| 33   | Noriaki Kasai         | 505,5  |
| 34   | Maciej Kot            | 499,3  |
| 35   | Matti Hautamäki       | 494,5  |

| Rang | Name                  | Punkte |
| ---- | --------------------- | ------ |
| 36   | Jurij Tepeš           | 441,8  |
| 37   | Andreas Wank          | 439,9  |
| 38   | Janne Happonen        | 417,1  |
| 39   | Piotr Żyła            | 409,9  |
| 40   | Bjørn Einar Romøren   | 405,4  |
| 41   | Mitja Mežnar          | 393,5  |
| 42   | MacKenzie Boyd-Clowes | 393,4  |
| 43   | Michael Hayböck       | 336,9  |
| 44   | Wladimir Sografski    | 326,3  |
| 45   | Kenneth Gangnes       | 324,6  |
| 46   | Junshirō Kobayashi    | 310,6  |
| 47   | Jan Matura            | 252,9  |
| 48   | Johan Remen Evensen   | 247,2  |
| 49   | Jewgeni Ljowkin       | 235,5  |
| 50   | Tom Hilde             | 227,1  |
| 51   | Kenshirō Itō          | 198,7  |
| 52   | Martin Schmitt        | 191,1  |
| 53   | Marco Grigoli         | 190,9  |
| 54   | Markus Eisenbichler   | 187,1  |
| 55   | Dmitri Ipatow         | 186,1  |
| 56   | Anton Kalinitschenko  | 185,3  |
| 57   | Lukas Müller          | 180,1  |
| 58   | Andrea Morassi        | 178,9  |
| 59   | Nikolai Karpenko      | 173,3  |
| 60   | David Unterberger     | 169,5  |
| 61   | Aleksander Zniszczoł  | 165,6  |
| 62   | Stefan Hula           | 163,8  |
| 63   | Dawid Kubacki         | 97,1   |
| 64   | Davide Bresadola      | 88,2   |
| 65   | David Winkler         | 84,5   |
| 66   | Kaarel Nurmsalu       | 82,9   |
| 67   | Stefan Kraft          | 82,5   |
| 68   | Mario Innauer         | 78,0   |
| 69   | Manuel Poppinger      | 68,7   |

## Prämien
Die Tagessieger erhielten je 10.000 Schweizer Franken (ca. 8200 €), der Gesamtsieger Gregor Schlierenzauer erhielt zusätzlich 20.000 Schweizer Franken (ca. 16.400 €).
Zum ersten Mal haben die Veranstalter eine Prämie von 1 Million Schweizer Franken (ca. 820.000 €) für den Sieger aller vier Wettbewerbe ausgelobt. Als einzigem Athleten ist dies bis zu diesem Zeitpunkt Sven Hannawald bei der Vierschanzentournee 2001/02 gelungen; damals noch ohne Prämie.